# 2007 في الهند
فيما يلي قوائم الأحداث التي وقعت خلال عام 2007 في الهند.

## سياسة

### تعيين في المنصب
- 25 يوليو – براتيبا باتيل رئيس الهند.
- 11 أغسطس – محمد حميد أنصاري نائب رئيس الهند.

### انتهاء فترة المنصب
- 23 يونيو – براتيبا باتيل Governor of Rajasthan ‏.
- 21 يوليو – بايرون سينغ شيخاوات نائب رئيس الهند.
- 25 يوليو – أبو بكر زين العابدين عبد الكلام رئيس الهند.

## أفلام
من الأفلام التي صدرت هذه السنة في الهند:
- 1 يناير – أجا ناشلي من إخراج أنيل ميهتا.
- 1 يناير – أنور من إخراج Manish Jha [الإنجليزية]‏.
- 1 يناير – أوم شانتي أوم من إخراج فرح خان.
- 1 يناير – الخداع والنهاية من إخراج أحمد خان (ممثل).
- 1 يناير – تا را رم بم من إخراج سيدهارث أناند.
- 1 يناير – جووم بارابار جووم من إخراج Shaad Ali [الإنجليزية]‏.
- 1 يناير – ساواريا من إخراج سانجاي ليلا بهنسالي.
- 1 يناير – سرعة من إخراج فيكرام بهات.
- 1 يناير – سلام إشق من إخراج Nikkhil Advani [الإنجليزية]‏.
- 1 يناير – عندما التقينا من إخراج امتياز علي.
- 12 يناير – غورو من إخراج Ranjith (actor) [الإنجليزية]‏.
- 16 فبراير – إيكلافيا: الحارس الملكي من إخراج فيدو فينود تشوبرا.
- 10 أغسطس – النصر للهند من إخراج Shimit Amin [الإنجليزية]‏.
- 24 أغسطس – هاي بابي من إخراج ساجد خان، Sajid Khan (director) [الإنجليزية]‏.
- 12 أكتوبر – المتاهة من إخراج بريادارشان [الإنجليزية]‏.
- 21 ديسمبر – نجوم على الأرض من إخراج أمول جوبتي [الإنجليزية]‏، عامر خان، رام مادفاني [الإنجليزية]‏.

## وفيات

### يونيو
- 3 يونيو – ناغارور غوبيناث (مواليد 1922)